# Brettgeige
Die Brettgeige bestand aus einem gewölbten Brett, das mit drei bis vier Saiten bespannt war. Sie hatte keine Zargen und einen kleinen Resonanzkörper, deshalb eignete sie sich als Instrument zum Üben. Leopold Mozart erwähnt das Instrument in seinem Versuch einer gründlichen Violinschule von 1756.